# 出雲神西站
出雲神西站（日语：／ Izumojinzai eki */?）是位於島根縣出雲市東神西町，西日本旅客鐵道（JR西日本）的山陰本線車站。車站雖然在1982年啟用，但是此站是在島根縣內最新的JR車站。截至2020年3月，快速列車只有下行1班列車停站。

## 歷史
車站啟用時的站名為「神西」。在1982年7月山陰本線伯耆大山站至知井宮站（現時為西出雲站）之間電氣化時，為了提供車廠用地，使此站啟用。
在1990年，隨著JR大社線廢止，距離出雲大社最近的JR車站大社站廢止。在JR集團上再沒有以出雲大社為名的JR車站。在1993年3月為了振興觀光，使此站改名為「出雲大社口」，在改名後，乘客（特別是觀光客）會在此站，會誤以為車站接近出雲大社而下車。因此，在此站停車的列車中，會在車內廣播若前往出雲大社應使用出雲市站的廣播。
車站距離出雲大社的直線距離為約9公里，此站設有前往出雲大社方向的巴士路線，在站前也有的士經常等候。
由於車站實際上與出雲大社有一段較長的距離，因此在1999年春季車站改名為「出雲神西」。在改名之際，車站冠上「出雲」，以表示車站位於「出雲市」與令制國名「出雲國」。

### 年表
- 1982年（昭和57年）7月1日 - 國鐵山陰本線知井宮站（現時為西出雲站）至江南站之間開設神西站。為旅客車站。
- 1987年（昭和62年）4月1日 - 伴隨國鐵分割民營化，車站由西日本旅客鐵道（JR西日本）營運。
- 1993年（平成5年）3月18日 - 車站改名為出雲大社口站。
- 1999年（平成11年）3月13日 - 車站再改名為出雲神西站[1]。

## 車站構造
車站是一座地面車站，設有1面1線的單式月台，益田方向的列車會開啟右邊車門。出雲市方向與益田方向的列車使用同一月台。月台鄰接車站大樓，設有候車室和公廁。
車站是由松江站管理的無人車站。在月台上沒有乘車站證明票發票機。

## 使用狀況
以下為近年1日平均乘車人次列表：
| 乘車人次變化 | 乘車人次變化    |
| 年度         | 1日平均乘車人次 |
| ------------ | --------------- |
| 1984         | 18              |
| 1994         | 28              |
| 1999         | 33              |
| 2000         | 45              |
| 2001         | 48              |
| 2002         | 44              |
| 2003         | 42              |
| 2004         | 42              |
| 2005         | 33              |
| 2006         | 32              |
| 2007         | 48              |
| 2008         | 49              |
| 2009         | 44              |
| 2010         | 37              |
| 2011         | 38              |
| 2012         | 43              |
| 2013         | 50              |
| 2014         | 48              |
| 2015         | 51              |
| 2016         | 54              |
| 2017         | 56              |

## 車站周邊
- 出雲市立神西小學
- 出雲市立河南中學（日语：出雲市立河南中学校）
- JR西日本後藤綜合車輛所出雲分所
- 神西湖（日语：神西湖）
- 國道9號
- 國道431號（日语：国道431号）
- 島根縣道337號出雲交匯線
- 島根縣道277號多伎江南出雲線（日语：島根県道277号多伎江南出雲線）
- youme Mart神西店

## 相鄰車站
西日本旅客鐵道
山陰本線
- 部分快速Aqua快車停車站。

西出雲－出雲神西－江南

## 注腳
1. 1 2 3 4 5 6  . 鐵道雜誌 (鐵道雜誌社). 1999-04, 33 (4): 84.
2. ↑  島根縣統計書

## 外部連結
- 出雲神西｜車站資訊：JR出門網 - 西日本旅客鐵道